# Devin Smith (Basketballspieler)
Devin Michael Smith (* 12. April 1983 in New Castle, Delaware) ist ein US-amerikanischer Basketballspieler. Nach dem Studium in seinem Heimatland wurde Smith Profi in Europa und spielte in Spanien, Italien, der Türkei und Griechenland. Seit 2011 spielt er für den israelischen Serienmeister Maccabi aus Tel Aviv. Nach einem nationalen Double 2012 gewann er mit Maccabi in der Saison 2013/14 eine Triple Crown aus Double und EuroLeague 2013/14.

## Karriere
Nach der Schulzeit musste Smith zum Studium zunächst ein Jahr an das Community College in Coffeyville, wo bereits sein ein Jahr älterer Bruder Steve studierte. Das College in Kansas ist unter anderem dafür bekannt, bereits knapp 50 American-Football-Spieler ausgebildet zu haben, die Profis in der NFL wurden. Smith spielte zusammen mit seinem Bruder Steve für die Basketballmannschaft der Red Ravens in der National Junior Collegiate Athletic Association (NJCAA). Smith konnte sich hier als besonderer sicherer Distanzschütze von Würfen hinter der Dreipunktelinie auszeichnen und erreichte mit der Mannschaft das Endspiel der landesweiten NJCAA-Endrunde. Hier erlitt man die erst zweite Saisonniederlage und verlor mit einem Punkt Unterschied gegen die Rebels des Dixie State College of Utah. Nach diesem einen Jahr hatte sich der Freshman für höhere Aufgaben empfohlen und bekam ein Stipendium der University of Virginia, während sein Bruder Steve sein Studium am Iona College in New York fortsetzte. Devin spielte an der Uni in Virginia für die Basketballmannschaft Cavaliers zusammen mit unter anderen dem späteren Basketball-Bundesliga-Profi Elton Brown in der Atlantic Coast Conference (ACC) der NCAA. Mit den Cavaliers, deren Basketballmannschaft ihre erfolgreichste Zeit in den 1980er Jahren mit Ralph Sampson hatten, konnte sich Smith jedoch in der Folge nicht für ein Endrundenturnier der NCAA qualifizieren.
Nachdem sich Smith 2005 für keinen Vertrag in der am höchsten dotierten Profiliga NBA empfehlen konnte, begann er eine Karriere als Profi in der zweiten spanischen Liga LEB Oro beim Gipuzkoa BC in San Sebastián. Mit diesem Verein erreichte er als Hauptrundenfünfter die Play-offs um den Aufstieg, in denen man ungeschlagen blieb und die Meisterschaft der zweiten Spielklasse erreichte. Nach dem Aufstieg in die höchste Spielklasse Liga ACB gewann man jedoch in der Saison 2006/07 nur acht von 34 Spielen und stieg als Tabellenletzter wieder ab. Für die folgende Spielzeit 2007/08 verließ Smith Spanien und wechselte in die erste italienische Lega Basket Serie A, wo er mit A.IR. aus Avellino den italienischen Pokalwettbewerb 2008 gewann und als „Most Valuable Player“ (MVP) des Pokalturniers ausgezeichnet wurde. Als Dritter der regulären Saison erreichte man die beste Abschlussplatzierung in der höchsten Spielklasse für den Verein und schied in der Play-off-Halbfinalserie um den Meisterschaftstitel aus.
In der Saison 2008/09 spielte Smith in der Türkiye Basketbol Ligi für den türkischen Meister Fenerbahçe Ülker aus Istanbul. Als Dritter der Hauptrunde erreichte man die Finalserie um die Meisterschaft, in der man als Titelverteidiger dem Hauptrundenersten Efes Pilsen Istanbul, der zuvor in Meisterschafts- und Play-off-Spielen erst zwei Niederlagen erlitten hatte, zum Auftakt zwei Heimniederlagen beibrachte. Anschließend verlor man jedoch die nächsten vier Spiele der Serie und konnte den Meisterschaftstitel nicht verteidigen. Im bedeutendsten europäischen Vereinswettbewerb EuroLeague 2008/09 schied man nach nur einem Sieg in den Gruppenspielen der Zwischenrunde in der Runde der 16 besten Mannschaften aus. In der Saison 2009/10 spielte Smith dann in der griechischen A1 Ethniki für Panellinios aus Athen. Die Mannschaft erreichte im Eurocup 2009/10 das „Final Four“-Turnier, wo man im Halbfinale dem späteren Titelgewinner Power Electronics Valencia unterlag und später auch das Spiel um den dritten Platz. Smith selbst wurde in das „2009–10 All-Eurocup First Team“, der Auswahl der fünf besten Spieler des Wettbewerbs, gewählt. In der griechischen Meisterschaft schied man als Hauptrundenvierter in der Play-off-Halbfinalserie gegen Serienmeister Panathinaikos Athen aus.
In der Saison 2010/11 spielte Smith wieder in Italien für Benetton aus Treviso. Im Eurocup 2010/11 erlitt man vor dem Final-Four-Turnier nur eine Niederlage in Gruppenspielen und besiegte unter anderem die deutschen Vertreter ALBA Berlin zweimal und im Viertelfinale die BG 74 Göttingen einmal nach unentschiedenem Spielausgang beim Hinspiel in Göttingen. Beim Finalturnier der besten vier Mannschaften vor heimischen Publikum unterlag man jedoch im Halbfinale Cajasol Sevilla und belegte nur den vierten und letzten Platz, nachdem man das Spiel um den dritten Platz ebenfalls verlor. Smith wurde erneut für das All-Eurocup First Team ausgewählt. In der italienischen Meisterschaft konnte man als Hauptrundenfünfter in der Play-off-Viertelfinalserie seine ehemalige Mannschaft aus Avellino besiegen, schied jedoch im Halbfinale klar gegen Serienmeister Montepaschi Siena aus. Zur folgenden Saison wechselte Smith dann zu dem Serienmeister in Europa (im Sinne der Mitgliederverbände der FIBA Europa) schlechthin und spielte für Maccabi Tel Aviv, die 49 Meisterschaften in Israel seit 1954 gewonnen hatten. Mit Maccabi konnte Smith auch die israelische Meisterschaft verteidigen und den 50. Meisterschaftstitel gewinnen, den ersten für Smith persönlich. Mit Maccabi spielte Smith auch wieder im bedeutendsten europäischen Vereinswettbewerb EuroLeague, in dem man 2012 in der Play-off-Viertelfinalserie im entscheidenden fünften Spiel beim Titelverteidiger Panathinaikos Athen knapp mit einem Punkt Unterschied unterlag. Ein Jahr später schied man in der Viertelfinalserie gegen Real Madrid glatt in drei Spielen aus. Zuvor war Smith selbst als bester Spieler des Monats März 2013 in der Euroleague ausgezeichnet worden. Smith gewann mit Maccabi in der Saison 2013/14 die EuroLeague. Nach der Titelverteidigung im nationalen Pokalwettbewerb holte man sich zum Saisonabschluss auch den Titel in der nationalen Meisterschaft gegen Titelverteidiger Maccabi Haifa zurück und gewann damit eine Triple Crown.